# Nagpur
Nagpur (Marathi: नागपूर, Nāgpur) ist eine Stadt (Municipal Corporation) im Bundesstaat Maharashtra in Indien.
Sie hat rund 2,4 Millionen Einwohner (Volkszählung 2011) und liegt am Fluss Nag. Nagpur ist eine Industriestadt (Baumwoll-, Papier-, chemische Industrie, Maschinenbau; in der Umgebung wird Mangan abgebaut), aber auch Kulturzentrum mit Universität, Theater, Museen und Galerien und ein wichtiger Verkehrsknoten. Nagpur liegt etwa am geografischen Mittelpunkt von Indien und ist der Hauptort der Großregion Vidarbha innerhalb Maharashtras.

## Geographie und Klima

### Geographie
Nagpur liegt auf dem Dekkan-Plateau der indischen Halbinsel auf einer mittleren Höhe von 310 Metern. Die unter der Stadt liegenden Gesteinsschichten sind bedeckt von Alluvialböden, die der Fluss Kanhan regelmäßig bei Überschwemmungen ablagert. In einigen Orten hinterlässt er auch körnige Sandbänke. In tiefer liegenden Gebieten besteht der Boden oft aus alluvialem Lehm.
Im östlichen Teil der Stadt wurden neben Granit auch kristalline metamorphe Gesteine entdeckt, wie Gneis und Schiefer. Dagegen wurden Lehm und gelblicher Sandstein im Norden von Nagpur gefunden. In Nagpur befinden sich mehrere Stauseen sowie natürliche Seen. Der größte dieser Seen ist der Ambazari-See.

### Klima
Durch seine zentrale Lage auf der indischen Halbinsel, weit vom Golf von Bengalen und vom Arabischen Meer entfernt, ist es die meiste Zeit des Jahres sehr trocken. Während der Monsunzeit zwischen Juni und September ist es hingegen sehr nass. In diesen Monaten fällt der meiste Regen, der durchschnittlich 1.205 mm Niederschlag pro Jahr. Der stärkste Regen in Nagpur wurde mit 304 mm Niederschlag am 14. Juli 1994 gemessen. Während des Winters, der von November bis Januar andauert, können die Temperaturen nachts unter 10 °C fallen. Der heißeste Monat ist der Mai mit oft über 40 °C. Die höchste gemessene Temperatur in der Stadt betrug 48,6 °C am 26. Mai 1954, die niedrigste war 3 °C.
|                       | Jan  | Feb  | Mär  | Apr  | Mai  | Jun   | Jul   | Aug   | Sep   | Okt  | Nov  | Dez  |   |         |
| Mittl. Tagesmax. (°C) | 28,7 | 31,5 | 36,1 | 40,1 | 42,5 | 37,7  | 31,3  | 30,5  | 31,8  | 32,6 | 30,3 | 28,2 | ⌀ | 33,4    |
| Mittl. Tagesmin. (°C) | 13,1 | 15,2 | 19,3 | 24,0 | 27,9 | 26,4  | 24,1  | 23,6  | 23,1  | 20,0 | 15,3 | 12,2 | ⌀ | 20,4    |
|                       |      |      |      |      |      |       |       |       |       |      |      |      |   |         |
| Niederschlag (mm)     | 13,2 | 20,1 | 18,3 | 14,0 | 19,4 | 199,7 | 338,3 | 279,3 | 182,3 | 56,7 | 16,0 | 12,5 | Σ | 1.169,8 |
|                       |      |      |      |      |      |       |       |       |       |      |      |      |   |         |
| Sonnenstunden (h/d)   | 8,8  | 9,5  | 9,3  | 9,7  | 9,5  | 6,2   | 3,7   | 3,8   | 6,1   | 8,4  | 8,8  | 8,7  | ⌀ | 7,7     |
|                       |      |      |      |      |      |       |       |       |       |      |      |      |   |         |
| Regentage (d)         | 1,9  | 2,2  | 2,5  | 2,2  | 3,6  | 13,1  | 20    | 18,9  | 12,8  | 4,1  | 1,2  | 1,5  | Σ | 84      |
|                       |      |      |      |      |      |       |       |       |       |      |      |      |   |         |
| Luftfeuchtigkeit (%)  | 54   | 43   | 30   | 24   | 27   | 55    | 77    | 80    | 74    | 61   | 55   | 56   | ⌀ | 53,1    |

| 13,1 |

| 15,2 |

| 19,3 |

| 24,0 |

| 27,9 |

| 26,4 |

| 24,1 |

| 23,6 |

| 23,1 |

| 20,0 |

| 15,3 |

| 12,2 |

| 13,1 |

| 15,2 |

| 19,3 |

| 24,0 |

| 27,9 |

| 26,4 |

| 24,1 |

| 23,6 |

| 23,1 |

| 20,0 |

| 15,3 |

| 12,2 |

## Geschichte

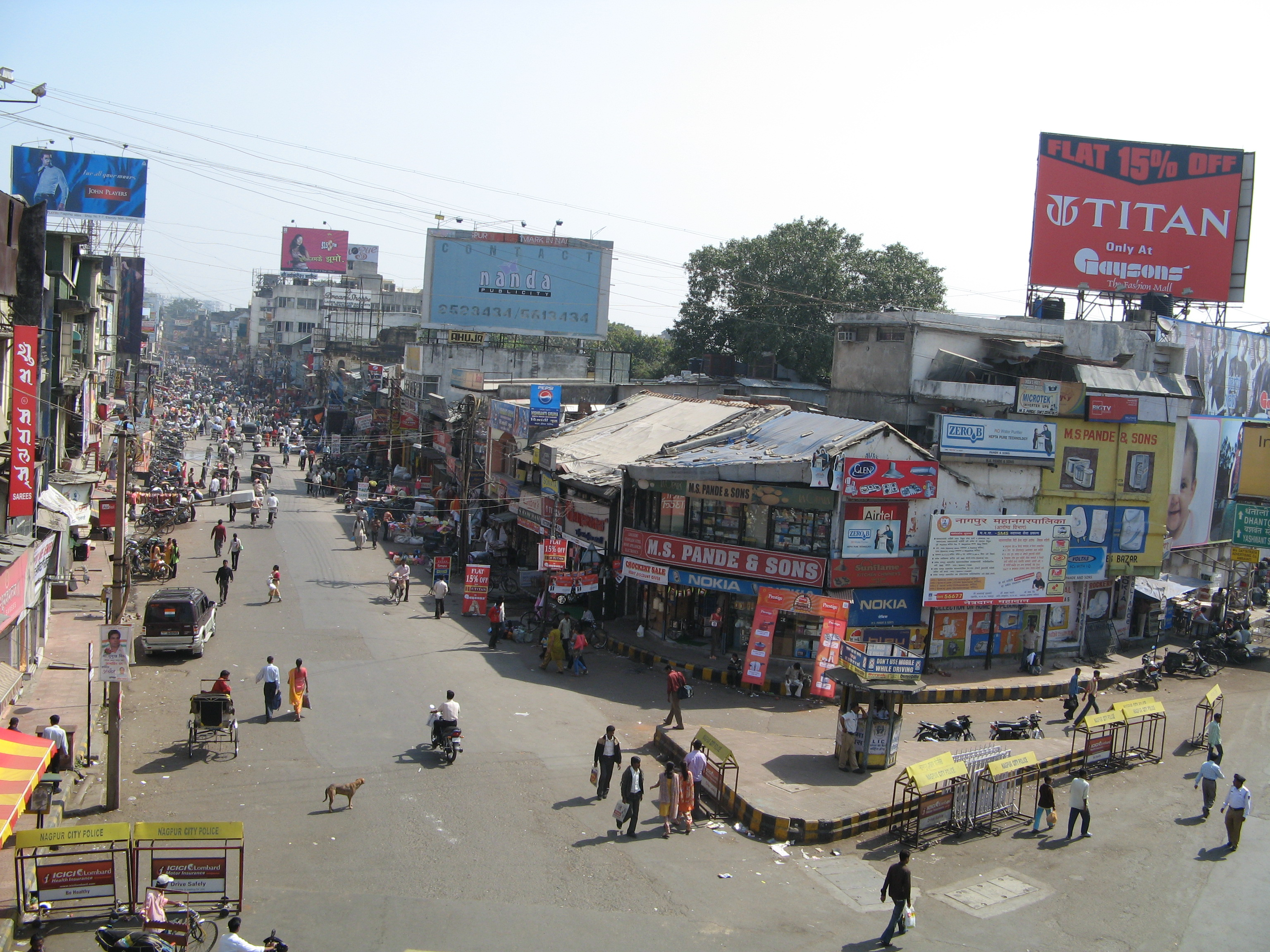
Straßenszene in Nagpur

Die Stadt wurde schon im 10. Jahrhundert das erste Mal schriftlich erwähnt. Die offizielle Stadtgründung geht auf einen politischen Akt von Bakht Buland Schah, Gond-König von Deogad, im Jahre 1702 zurück. Der Name Nagpur leitet sich vom Fluss Nag ab, der durch die Stadt fließt.
1742 wurde Nagpur zur Hauptstadt des Staates der Marathen erklärt. 1817 geriet Nagpur unter britischen Einfluss. Der 1818 gebildete Fürstenstaat Nagpur wurde 1853 endgültig von den Engländern in ihren Besitz genommen und 1861 zum Regierungssitz der Central Provinces gemacht.
1867 wurde die Eisenbahnlinie nach Bombay, dem heutigen Mumbai eröffnet, was zur Ansiedlung von Industriebetrieben und zum beschleunigten Wachstum der Bevölkerung führte. Seit dem Jahre 1923 besitzt Nagpur eine Universität.
Nach der Unabhängigkeit Indiens am 15. August 1947 wurde die Stadt Teil des neu gegründeten Staates und 1950 zur Hauptstadt des Bundesstaates Madhya Pradesh. Die in Nagpur erfolgte Massenkonversion von Bhimrao Ramji Ambedkar und hunderttausenden Anhängern zum Buddhismus am 14. Oktober 1956 machte die Stadt zum Zentrum des indischen „Neo-Buddhismus“. Nach dem States Reorganisation Act 1956 kam die Stadt zum Bundesstaat Bombay und nach der Aufteilung Bombays am 1. Mai 1960 zu Maharashtra. Seitdem ist Nagpur „Winterhauptstadt“ des Bundesstaates.

## Verkehr und Wirtschaft
Durch seine zentrale Lage ist Nagpur ein wichtiges Verkehrszentrum. Durch Nagpur führen unter anderem der Nord-Süd-Korridor sowie der National Highway 6. Der Flughafen Nagpur liegt südwestlich der Stadt. Außerdem führen mehrere Bahnlinien durch die Stadt.
Die Stadt ist in ganz Indien wegen der dort geernteten schmackhaften Orangen bekannt. Sie wird deshalb auch „The Orange City“ genannt.

## Sport
In Nagpur befinden sich mit Vidarbha Cricket Association Ground und Vidarbha Cricket Association Stadium zwei Test-Cricket-Stadion. In der Stadt bestreitet die Indische Cricket-Nationalmannschaft regelmäßig Heimspiele gegen andere Nationalmannschaften. In Nagpur fanden unter anderem Spiele bei den Cricket World Cups 1987, 1996 und 2011, der ICC World Twenty20 2016 und der ICC Women’s World Twenty20 2016 statt.

## Persönlichkeiten
- John Conroy (1928–1985), britischer Hockeyspieler
- Aditi Pant (* 1943), Meeresbiologin
- Ramchandra Siras (1948–2010), Linguist und Autor
- Rohit Sharma (* 1987), Cricketspieler
- Jyoti Amge (* 1993), Schauspielerin, kleinste Frau der Welt
- Divya Deshmukh (* 2005), Schachspielerin
- Raunak Sadhwani (* 2005), Schachspieler